# آپتینوما آنتونگیل
آپتینوما آنتونگیل (نام علمی: Aptinoma antongil) نام یک گونه از تیره مورچه است.